# Восстание в Северном Чаде
Восстание в Северном Чаде — вооружённые выступления в северных регионах Чада.  

## Ход событий
В 2016 году Фронт перемен и согласия в Чаде (ФПЗЧ) и Совет военного командования спасения республики (СВКСР) начали восстание против правительства Чада. Используя свои тыловые базы в Южной Ливии, повстанцы совершали рейды на Северный Чад, стремясь свергнуть правительство президента Идриса Деби, который находился у власти с момента государственного переворота в декабре 1990 года.  
В июле 2017 года СВКСР начал наступление на Кури-Бугуди, стремясь установить контроль над регионом и его прибыльными рудниками. Нападение было успешно отражено правительственными войсками. В августе повстанцы предприняли вторую атаку, факт которой власти Чада отрицали. 11 августа 2018 года СВКСР совершил ещё одну атаку в Кури-Бугуди.  
11 апреля 2021 года в Чаде состоялись президентские выборы. В тот же день ФПЗЧ развернул крупное наступление. Действующий президент Идрис Деби, который пробыл у власти пять сроков подряд, баллотировался в шестой раз. Предварительные результаты, опубликованные 19 апреля, показали, что Деби победил в президентской гонке, набрав 79% голосов. Однако сам президент погиб 20 апреля в ходе боевых действий. После этого власть перешла к военной хунте во главе с его сыном Махаматом Деби Итно. Было объявлено, что временное правительство будет действовать в течение восемнадцати месяцев, а затем в стране состоятся новые выборы.  
В августе власти предложили боевикам оппозиции мирные переговоры, и те согласились. Однако к марту 2022 года стороны не достигли значительных результатов. В августе произошли столкновения в районе Вури. В мае 2023 года конфликт вновь обострился. Бои фиксировались не только на севере, но и на юге, на границе с ЦАР.  